# Paschoalia australis
Paschoalia australis är en kvalsterart som först beskrevs av Hammer 1962.  Paschoalia australis ingår i släktet Paschoalia och familjen Pheroliodidae. Inga underarter finns listade i Catalogue of Life.